# Lijst van wielrenners - W
Dit is een lijst van wielrenners met als beginletter van hun achternaam een W.

## Wa
- Søren Wærenskjold
- Robert Wagner
- Beat Wabel
- Eugen Wacker
- Piotr Wadecki
- Rini Wagtmans (Witte Bles)
- Wout Wagtmans
- Grzegorz Wajs
- Eelke van der Wal
- Johnny Walker
- William Walker
- Roger Walkowiak
- Arno Wallaard
- Red Walters
- Bob Walthour sr.
- Brian Walton
- Andreas Walzer
- Jean-Marie Wampers
- Robert Wancour
- Marieke van Wanroij
- Joseph Wasko
- Samuel Watson
- Joseph Wauters
- Marc Wauters (de Soldaat)
- Dirk Wayenberg

## We
- Molly Weaver
- Helmut Wechselberger
- Pieter Weening
- Christian Wegmann
- Fabian Wegmann (de witte van Münster)
- Thomas Wegmüller
- Steffen Weigold
- René Weissinger
- Mike Weissmann
- Bart Wellens
- Geert Wellens
- Johan Wellens
- Paul Wellens
- Troy Wells
- Sam Welsford
- Johnny Weltz
- Kristel Werckx
- Christian Werner
- Chris Werry
- Wilfried Wesemael
- Steffen Wesemann
- Carlo Westphal
- Lieuwe Westra
- Wouter Weylandt

## Wh
- Matthew White
- Nicholas White
- Tara Whitten

## Wi
- Lorena Wiebes
- Jade Wiel
- Jorinus van der Wiel
- Remmert Wielinga
- Robert Wierinckx
- Frits Wiersma
- Dries van Wijhe
- Ad Wijnands
- Gustavo Wilches
- Kirsten Wild
- Julie De Wilde
- Tayler Wiles
- Thorsten Wilhelms
- Willem-Jan van Loenhout
- Daniel Willems
- Frederik Willems
- Ko Willems
- Ludwig Willems
- Georgia Williams
- Lily Williams
- Lizzie Williams
- Jostein Wilmann
- Matthew Wilson
- Michael Wilson
- Dennis van Winden
- Ruth Winder
- Howard Wing
- Julian Winn
- Peter Winnen
- Benno Wiss
- Piet de Wit
- Mariusz Witecki

## Wo
- Eric Wohlberg
- Dariusz Wojciechowski
- Bruno Wojtinek
- Babette van der Wolf
- Jos Wolfkamp
- Rolf Wolfshohl
- Ally Wollaston
- Oenone Wood
- Michael Woods
- Trixi Worrack
- Jesper Worre
- Annemarie Worst
- Joseph Wouters
- Lode Wouters
- Rik Wouters

## Wr
- Peter Wrolich
- Fred Wright
- Sophie Wright

## Wu
- Marcel Wüst

## Wy
- Ella Wyllie
- Helen Wyman
- Maarten Wynants
- Danilo Wyss
- Marcel Wyss

A · B · C · D · E · F · G · H · I · J · K · L · M · N · O · P · Q · R · S · T · U · V · W · X · Y · Z